# Servicehus
Servicehus kan ha olika ambitionsnivå, från ett enkelt äldreboende till familjehotell.
Tanken med servicehus är att de boende ska ha nära tillgång till service i form av städhjälp, matsal och annat. Hur servicen ska bekostas är beroende av vilken funktion huset ska ha i samhället. Intresset för familjehotell var starkt i Sverige omkring 1970, men många av de då aktuella projekten har lagts ner.